# 클라우스 베른트센
클라우스 베른트센(덴마크어: Klaus Berntsen, 1844년 7월 12일~1927년 3월 27일)은 덴마크의 정치인이다. 소속 정당은 좌파당이다. 1910년 7월 5일부터 1913년 7월 21일까지 제23대 덴마크의 총리를 역임했으며 덴마크 내무부 장관(1908년 10월 12일~1909년 10월 28일), 덴마크 국방부 장관(1910년 7월 5일~1913년 6월 21일, 1910년 7월 5일~1913년 6월 21일)을 역임했다.